# Roc dels Cimbells
El Roc dels Cimbells és una muntanya de 2.270 metres d'altitud del límit dels termes comunal de Nyer i de Toès i Entrevalls, a la comarca del Conflent, de la Catalunya del Nord.
És quasi a l'extrem nord-est de l'apèndix que forma el sector sud-oest del terme de Nyer, i a l'extrem sud-est de l'apèndix semblant, però invertit del terme de Toès i Entrevalls. Forma part, amb el Puig de la Costa Llisa i el Puig de Ribes Blanques, de la carena que separa les valls del Torrent de Carançà, a ponent, i de la Ribera de Mentet, a llevant.
El Roc dels Cimbells és destí freqüent de les excursions del sector occidental del Massís del Canigó.